# Raúl Gómez (presentador)
Raúl Gómez García (Santa Coloma de Gramanet, Barcelona, 3 de septiembre de 1982) es un presentador de televisión y humorista español.

## Trayectoria
En 2010 fue reportero del programa Caiga quien caiga, en Cuatro. Desde el 8 de agosto de 2011 hasta el 29 de junio de 2012, fue colaborador del programa de humor Otra Movida, presentado por Florentino Fernández en Neox. Allí, Raúl hacía de las suyas con sus alocadas bromas sobre la base de diferentes conceptos que él mismo se encargó de llevar a la calle; de su sección de bromas derivó un segmento llamado "En tu casa está el premio", entre otras locuras. Aparte de la televisión, ha realizado obras teatrales como "Ulises", una obra de teatro infantil donde se cuenta el viaje de Ulises de vuelta a Ítaca.
Actualmente integra el elenco del programa radial "La Teniente Urgel", en la radio digital Happy FM, junto a Cristina Urgel, y es colaborador en el programa de radio presentado por Nuria Roca, "Lo mejor que te puede pasar" en Melodía FM
El 30 de diciembre de 2012, presentó las precampanadas del Feliz Año Neox 2012, junto a su compañera del programa Otra movida Anna Simon y Berta Collado en Neox.
El 13 de mayo de 2013 fichó por Así nos va, reencontrándose con Anna Simon y Florentino Fernández. En su sección, Raúl Gómez trata de demostrar que es posible vivir sin dinero, ya sea haciendo pactos con los vecinos, intercambiando trabajo por comida o reutilizando materiales que otros han desechado.
En julio de 2013 pasó a Cuatro, para presentar junto a Miguel Martín el programa Negocia como puedas que se emitió de lunes a viernes en la sobremesa de la cadena hasta septiembre de 2013. En este año también participó en una obra teatral llamada "El amor de Eloy".
En 2016 estrena de la mano de Movistar Maratón Man, programa del cual es presentador, y en el que buscará mediante su carisma y su dominio de la palabra, transmitir a los espectadores su pasión por el running, visitando multitud de países y culturas por todo el mundo. En cada programa, Raúl correrá una carrera popular del país al que viaje, y contará distintas experiencias de gente aficionada o profesional del running.
En 2022 ficha por Televisión Española para presentar el concurso de La 1 Te ha tocado y un año después presenta junto a Rodrigo Vázquez Todos contra 1 en el prime time de la misma cadena.

### Programas de televisión
| Año         | Título                | Cadena    | Notas         |
| ----------- | --------------------- | --------- | ------------- |
| 2003 - 2004 | Vitamina N            | 8tv       | Reportero     |
| 2004        | TNT                   | Telecinco | Reportero     |
| 2006        | El buscador           | Telecinco | Reportero     |
| 2007 - 2008 | Channel n.º4          | Cuatro    | Reportero     |
| 2010        | Caiga quien caiga     | Cuatro    | Reportero     |
| 2011 - 2012 | Otra movida           | Neox      | Colaborador   |
| 2012        | Feliz Año Neox        | Neox      | Presentador   |
| 2013        | Así nos va            | La Sexta  | Colaborador   |
| 2013        | Negocia como puedas   | Cuatro    | Presentador   |
| 2015        | Strangers in the wild | #0        | Presentador   |
| 2016 - 2019 | Maraton Man           | #0        | Presentador   |
| 2018        | El running show       | #0        | Presentador   |
| 2020        | Superhumanos          | #0        | Presentador   |
| 2020 - 2022 | Pasapalabra           | Antena 3  | Invitado      |
| 2021        | Tu cara me suena      | Antena 3  | Invitado      |
| 2022        | Te ha tocado          | La 1      | Presentador   |
| 2023        | Todos contra 1        | La 1      | Copresentador |
| 2023        | Me resbala            | Telecinco | Participante  |
| 2023-2024   | En busca del Nirvana  | Cuatro    | Presentador   |